# MagicJack
magicJack (estilizado com a primeira letra em minúscula) foi um clube de futebol profissional americano com sede em Boca Raton, Flórida. A equipe competiu na Women's Professional Soccer (WPS) por uma temporada até que questões legais fizeram com que o dono do time, Dan Borislow, fosse banido do WPS, que fechou em 2012.

## História
Em 2001, magicJack foi fundado como Washington Freedom, um time da extinta Women's United Soccer Association (WUSA). O Freedom foi o único time a continuar como uma organização depois que a WUSA acabou, primeiro jogando jogos de exibição e depois ingressando na W-League. O Freedom foi um dos membros fundadores do sucessor da WUSA, o Women's Professional Soccer. Em 2011, a equipe foi comprada por Dan Borislow, proprietário da empresa de tecnologia telefônica magicJack, renomeada e realocada para Boca Raton, Flórida.

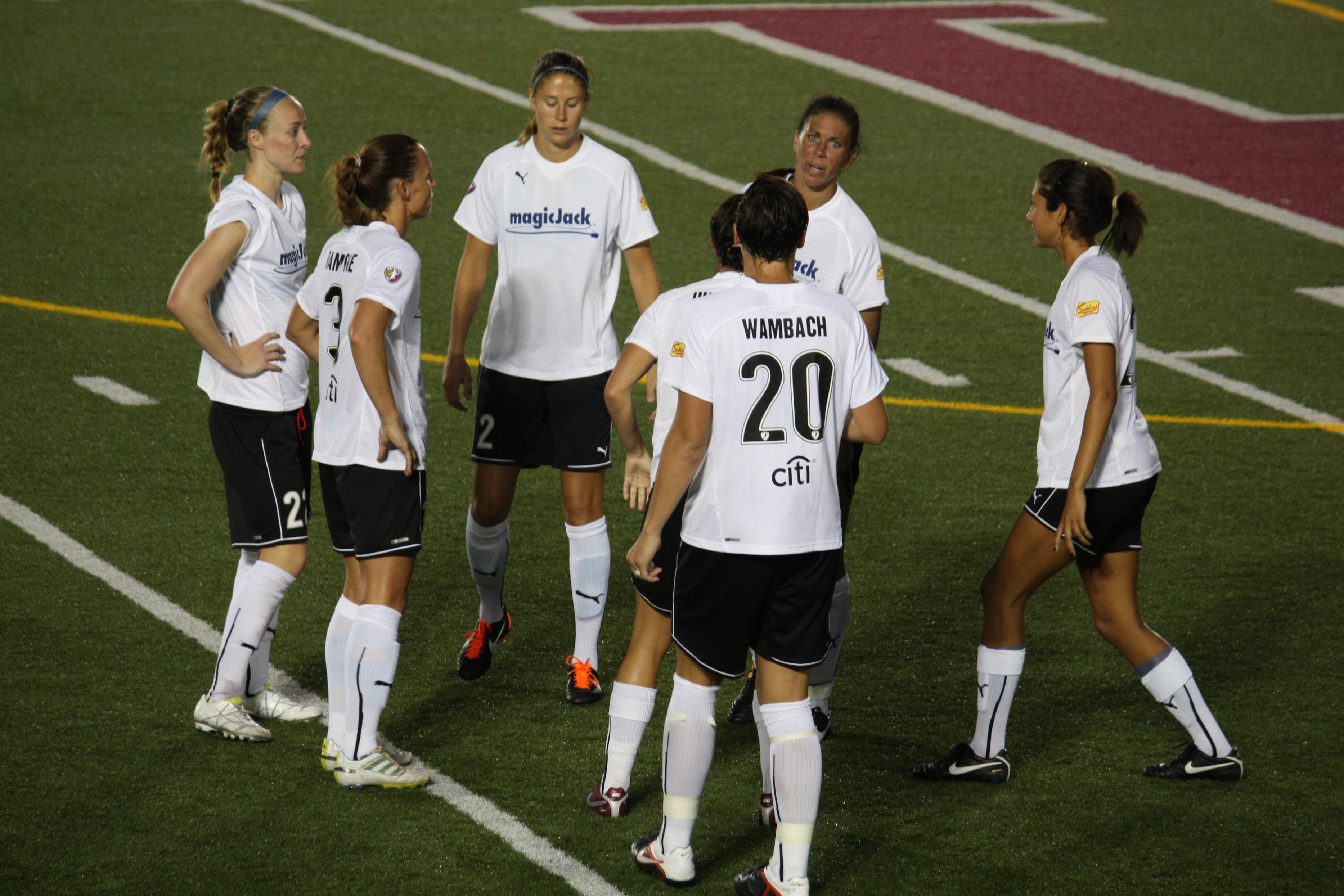
Jogadoras do magicJack no campo em agosto de 2011

A equipe abriu a temporada de 2011 com três vitórias, e foi a única equipe com um recorde perfeito no primeiro mês da temporada. Apesar disso, o técnico Mike Lyons foi demitido, iniciando um longo período de controvérsia como técnico, enquanto Borislow e Christie Rampone atuaram como técnico da equipe em vários pontos. Durante a Copa do Mundo Feminina da FIFA de 2011, magicJack perdeu em uma derrota recorde do WPS por 6-0, caindo para o Philadelphia Independence.
Em 22 de julho de 2011, Abby Wambach foi nomeada jogadora-treinadora do magicJack pelo resto da temporada. A equipe era o time visitante quando o Western New York Flash de Rochester (cidade natal de Wambach) estabeleceu o novo recorde de público da liga WPS de 15.404 magicJack acabou terminando em terceiro na temporada regular e nos playoffs.
Nos meses finais da temporada, Borislow enviou um e-mail a seus jogadores dizendo que o WPS estava ameaçando encerrar o time antes do final da temporada e entrou com uma ação nos tribunais da Flórida. A liga negou a acusação e acordos foram feitos para que o processo fosse derrubado.
Em 25 de outubro de 2011, os Governadores da Liga Profissional Feminina votaram pelo encerramento da franquia, acusando o proprietário Dan Borislow de violações que vão desde "tratamento não profissional e depreciativo de seus jogadores até falta de pagamento de suas contas". WPS também declarou: "As ações do Sr. Borislow foram calculadas para manchar a reputação da liga e prejudicar as relações comerciais da liga."
A atacante Ella Masar foi a única jogadora do magicJack a condenar publicamente o dono do time, Dan Borislow, acusando-o de maltratar jogadores, inclusive ela.
Borislow novamente entrou com uma ação nos tribunais da Flórida; em 10 de janeiro de 2012, o juiz decidiu que a liga não poderia rescindir a franquia do time sem seguir seus próprios procedimentos, e uma audiência foi marcada para a semana seguinte. Antes de o julgamento ser retomado, WPS e Borislow chegaram a outro acordo, desta vez permitindo que Borislow mantivesse seu time como um time de exibição, garantindo ao magicJack pelo menos sete jogos para cada um dos próximos dois anos, um em cada um dos times WPS e dois na Flórida. Isso rapidamente se tornou discutível quando o WPS anunciou em 30 de janeiro que estava suspendendo a temporada de 2012; em 18 de maio de 2012, a liga encerrou suas operações. Borislow morreu em 2014.